# Benson & Hedges Centennial Open 1981
L'Heineken Open 1981  è stato un torneo di tennis giocato sul cemento.
È stata la 25ª edizione dell'Heineken Open,che fa parte del Volvo Grand Prix 1981. Si è giocato all'ASB Tennis Centre di Auckland in Nuova Zelanda, dal 5 all'11 gennaio 1981.

## Campioni

### Singolare
Bill Scanlon ha battuto in finale  Tim Wilkison con il punteggio di 6–7, 6–3, 3–6, 7–6, 6–0

### Doppio
Ferdi Taygan /  Tim Wilkison hanno battuto in finale  Tony Graham /  Bill Scanlon con il punteggio di 7–5, 6–1